# A Greek–English Lexicon
A Greek–English Lexicon, muitas vezes referida como Liddell & Scott (/ˈlɪdəl/), Liddell-Scott-Jones, ou LSJ, é uma obra lexicográfica padrão da língua grega antiga.

## O léxico de Liddell e Scott
O léxico foi iniciado no século XIX e está agora em sua nona edição (revista). Baseado no primeiro Handwörterbuch der griechischen Sprache, do lexicógrafo alemão Franz Passow (publicado pela primeira vez em 1819, quarta edição de 1831), que por sua vez foi baseado no Kritisches griechisch-deutsches Handwörterbuch de Johann Gottlob Schneider, serviu de base para todos trabalho lexicográfico posterior na língua grega antiga, como o projeto de dicionário grego-espanhol em andamento Diccionario Griego – Español (DGE).
Foi editado por Henry George Liddell, Robert Scott, Henry Stuart Jones e Roderick McKenzie e publicado pela Oxford University Press. Agora é convencionalmente chamado de Liddell & Scott, Liddell-Scott-Jones ou LSJ, e seus três tamanhos são algumas vezes chamados de "The Little Liddell", "The Middle Liddell" e "The Big Liddell" ou "The Great Scott".
De acordo com o prefácio de Stuart Jones para a nona edição (1925), a criação do Lexicon foi originalmente proposta por David Alphonso Talboys, um editor de Oxford . Foi publicado pela Clarendon Press em Oxford, e não por Talboys, porque ele morreu antes que a primeira edição (1843) fosse concluída. A segunda a sexta edições apareceu em 1845, 1849, 1855, 1861 e 1869.
O primeiro editor do LSJ, Henry George Liddell, foi decano da Christ Church, Oxford, e pai de Alice Liddell, a Alice homônima dos escritos de Lewis Carroll. A oitava edição (1897) é a última edição publicada durante a vida de Liddell.
O LSJ é algumas vezes comparado e contrastado com o A Latin Dictionary de Lewis and Short, que também foi publicado pela Oxford University Press (OUP). Para comparações entre os dois trabalhos, consulte o artigo no dicionário de Lewis e Short. Às vezes também é comparado  com o léxico Bauer, que é um trabalho semelhante focado no grego do Novo Testamento.
Os estudiosos gregos usam tanto esses livros que dois curtos clérigos memoráveis foram escritos para descrever o trabalho seminal:

1. 
Liddell e Scott, Liddell e Scott:

Alguns são enigmas e outros são podres.

Aquilo que é enigma foi escrito por Liddell,

Aquilo que é podridão foi escrito por Scott.
 2. 
Dois homens escreveram um dicionário, Liddell e Scott,

E uma metade foi boa, a outra não.

Agora, diga-me a resposta, rapazes, rápido, para este enigma:

qual foi por Scott e qual foi por Liddell?

## Edições condensadas
Duas edições condensadas do LSJ foram publicadas pela Oxford University Press e permanecem impressas.
Em 1843, no mesmo ano em que foi publicada a publicação completa do léxico, A Lexicon: Abridged from Liddell e Lexicon Grego-Inglês de Scott, às vezes chamado de "The Little Liddell". Várias edições revisadas se seguiram. Por exemplo, uma reimpressão, redigitada em 2007, da edição de 1909 está disponível na Simon Wallenberg Press (ISBN 1-84356-026-7).
Em 1889, uma edição intermediária do léxico, um léxico intermediário grego-inglês, foi preparada com base na sétima edição (1882) do LSJ. Em comparação com a abreviação menor, esse "Middle Liddell" contém mais entradas que cobrem o vocabulário essencial da literatura grega antiga mais lida, adiciona citações dos autores para ilustrar a história do uso do grego (sem identificar as passagens) e fornece mais ajuda com formas irregulares.

## The Supplement
Após a publicação da nona edição, em 1940, logo após a morte de Stuart Jones e McKenzie, a OUP manteve uma lista de addenda et corrigenda (adições e correções), encadernadas com as impressões subsequentes. No entanto, em 1968, estes foram substituídos por um suplemento ao LSJ. Nem os adendos nem o suplemento foram incorporados ao texto principal, que ainda permanece como originalmente composto por Liddell, Scott, Jones e McKenzie. O suplemento foi inicialmente editado por M. L. West. Desde 1981, foi editado por P. G. W. Glare, editor do Oxford Latin Dictionary (que não deve ser confundido com Lewis e Short). Desde 1988, foi editado por Glare e Anne A. Thompson. Como a página de rosto do Lexicon esclarece (e atestam os prefácios do texto principal e do Supplement), este trabalho editorial foi realizado "com a cooperação de muitos estudiosos".
The Supplement assume principalmente a forma de uma lista de adições e correções ao texto principal, classificadas por entrada. As entradas suplementares são marcadas com sinais para mostrar a natureza das alterações solicitadas. Assim, um usuário do Lexicon pode consultar o Suplemento após consultar o texto principal para verificar se a bolsa de estudos após Jones e McKenzie forneceu novas informações sobre uma palavra específica. A partir de 2005, a revisão mais recente do suplemento, publicada em 1996, contém 320 páginas de correções no texto principal, além de outros materiais.
Aqui está uma entrada típica do suplemento revisado:
x  ἐκβουτῠπόομαι ser transformado em vaca, S. fr . 269a.37 R.
O pequeno "x" indica que esta palavra não apareceu no texto principal; "S.fr." refere-se às obras fragmentárias coletadas de Sófocles.
Uma nova fonte interessante de material lexicográfico no suplemento revisado são as inscrições micênicas. O Prefácio do Suplemento revisado em 1996 observa:
No momento da publicação do primeiro suplemento, considerou-se que a decifração de Ventris dos comprimidos Linear B ainda era incerta demais para garantir a inclusão desses textos em um dicionário padrão. A interpretação de Ventris agora é geralmente aceita e os tablets não podem mais ser ignorados em um abrangente dicionário grego [...]

## Edições eletrônicas
A nona edição do LSJ está disponível gratuitamente em formato eletrônico desde 2007, tendo sido digitalizada pelo Projeto Perseus. O Diogenes, um pacote de software gratuito, incorpora os dados do Perseus e permite fácil consulta offline do LSJ nas plataformas Mac OS X, Windows e Linux. Marcion é outro aplicativo de código aberto que inclui o Perseus LSJ.
Para dispositivos móveis, o Kindle E-Ink e o iPhone/iPod Touch apresentam dados portados do Perseus. Atualmente, o Android Market também oferece o LSJ intermediário como um aplicativo para download offline gratuitamente ou por um pequeno preço. Uma versão em CD-ROM publicada e vendida pela Logos Bible Software também incorpora as adições do suplemento à nona edição do LSJ. Uma nova versão online do LSJ foi lançada em 2011 pelo Thesaurus Linguae Graecae (TLG). A versão TLG corrige "um grande número de erros tipográficos" e inclui links para o extenso corpus textual TLG. Também está disponível uma versão do Kindle, o "Lexicon completo com inflexões de Liddell & Scott": permite pesquisas da maioria das formas gregas clássicas e suporta um número crescente de textos em grego antigo / clássico para este dispositivo.

## Traduções
O Lexicon foi traduzido para o grego moderno por Anestis Konstantinidis (grego: Ανέστης Κωνσταντινίδης) e foi publicado em 1904 com o título H. Liddell - R. Scott - Α. Κωνσταντινίδου - Μέγα Λεξικόν τῆς Ἑλληνικῆς Γλώσσης.[carece de fontes?] O estudioso francês Didier Fontaine foi o autor de Um léxico grego e inglês com um suplemento revisado. Uma edição simplificada. Em 2010, foi publicado o Dictionnaire grec - français du Nouveau Testament (o dicionário Grego-Francês do Novo Testamento), baseado em alguns léxico do Novo Testamento e da Septuaginta.